# 2009 en république du Congo
Cet article présente les faits marquants de l'année 2009 en république du Congo.

## Évènements
- Jeudi 6 février 2009 : un journaliste franco-congolais, Bruno Ossébi (44 ans), qui travaillait pour le journal en ligne MwindaPress, décède à l'hôpital où il avait été admis après avoir été grièvement blessé dans l'incendie qui a tué sa compagne et les deux filles de cette dernière. Le feu a ravagé le 2 février la maison qu'ils louaient à Brazzaville. Des soupçons sont émis au sujet du caractère accidentel de cet incendie.

- Jeudi 7 mai 2009 : le groupe pétrolier américain Chevron annonce une nouvelle découverte de pétrole dans le permis de Moho-Bilondo, situé au large du Congo et exploité avec le français Total (53,5 %) et la Société nationale des pétroles du Congo (15 %). Le puits de Moho Nord Marine-4, situé à 75 kilomètres des côtes, profond de 4,2 kilomètres, présente du brut « de haute qualité » et affiche une capacité de production de 8 100 barils par jour.

- Lundi 8 juin 2009 : un Français, arrivé au Congo il y a quatre mois pour travailler dans une société de sécurité du secteur aérien, a été retrouvé mort par balle à son domicile dans le quartier Plateau-des-15-ans. Employé par la Société française de service protection (Sofrasep), il travaillait à l'aéroport Maya-Maya de Brazzaville[1].

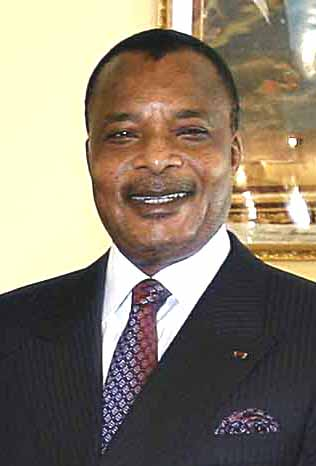
Denis Sassou Nguesso (octobre 2007)

- Jeudi 11 juin 2009 : Le chef de l'État, Denis Sassou Nguesso, décrète un deuil national de 8 jours, par solidarité avec le Gabon, en l'honneur du président gabonais Omar Bongo Ondimba, et en raison des liens très étroits existants entre ces les deux pays. Selon le décret, « sur toute l'étendue du territoire national, les drapeaux seront mis en berne pendant toutes ces journées. Toutes les manifestations publiques non autorisées sont interdites » et la « journée du mardi 16 juin sera chômée et payée ». Omar Bongo Ondimba avait épousé en 1990 en secondes noces la fille aînée du président congolais, Edith Lucie, décédée le 14 mars à Rabat, avec laquelle il a eu 2 enfants, un garçon et une fille encore mineurs[2].

- Vendredi 12 juin 2009 : 17 candidats, dont l'actuel président Denis Sassou Nguesso, se sont déclarés pour l'élection présidentielle du 12 juillet après la clôture des inscriptions à minuit. Ces dossiers vont être transmis à la Cour constitutionnelle pour examen et validation. Les candidats les plus en vue sont Mathias Dzon (Alliance pour la République et la démocratie, Ard), Ange Édouard Poungui (Union panafricaine pour la démocratie sociale, Upads) et Guy-Romain Kimfoussia (Union pour la démocratie et la République, Udr-Mwinda) et également président du Front uni des partis de l'opposition (Fupo), rassemblant les principales formations de l'opposition[3].

- Vendredi 19 juin 2009 : la cour constitutionnelle rejette 4 des candidatures à la présidentielle du 12 juillet, dont celle d'Ange Édouard Poungui du principal parti d'opposition, l'Union panafricaine pour la démocratie sociale (Upads).

- Jeudi 9 juillet 2009 : à la suite du rapport d'une délégation qui a rencontré « plus de 80 personnes », incluant autorités, enquêteurs, famille et proches du journaliste Bruno Ossébi, les organisations de défense de la presse, Reporters sans frontières (RSF) et Journalistes en danger (JED), dénoncent le « flou » de l'affaire du décès en février de ce journaliste franco-congolais critique envers Brazzaville. La mort de Bruno Ossébi « soulève beaucoup plus de questions qu'elle n'apporte de réponses, selon le rapport, intitulé « Mort du journaliste franco-congolais Bruno Jacquet Ossébi : mystères et négligences »[4].

- Dimanche 12 juillet 2009 : élection présidentielle. Quelque 2,2 millions de Congolais sur 3,6 millions d'habitants, sont appelés aux urne. Denis Sassou Nguesso (66 ans) est réélu président du Congo pour sept ans en obtenant 78,61 % des voix lors du scrutin dont le taux de participation s'est monté à 66,42 %. 13 candidats étaient en lice, dont : Joseph Kignoumbi Kia Mboungou, candidat indépendant, qui se classe deuxième avec 7,46 % des voix et Nicéphore Fylla de Saint-Eudes (Parti républicain libéral, PRL), qui obtient 6,98 % et se classe troisième. L'opposant radical Mathias Dzon (Alliance pour la démocratie et la République, ADR), considéré avant le vote comme le principal adversaire du président-candidat, obtient 2,30 % des suffrages. Une polémique se développe sur des cas de fraudes, sur la forte abstention et sur le fichier électoral « gonflé » selon l'opposition[5].

- Samedi 26 juillet 2009 : La Cour constitutionnelle valide les résultats de l'élection présidentielle du 12 juillet, confirmant la réélection au premier tour du scrutin de Denis Sassou Nguesso avec 78,61 % des suffrages exprimés et rejetant les requêtes d'annulation déposées par 5 candidats[6].

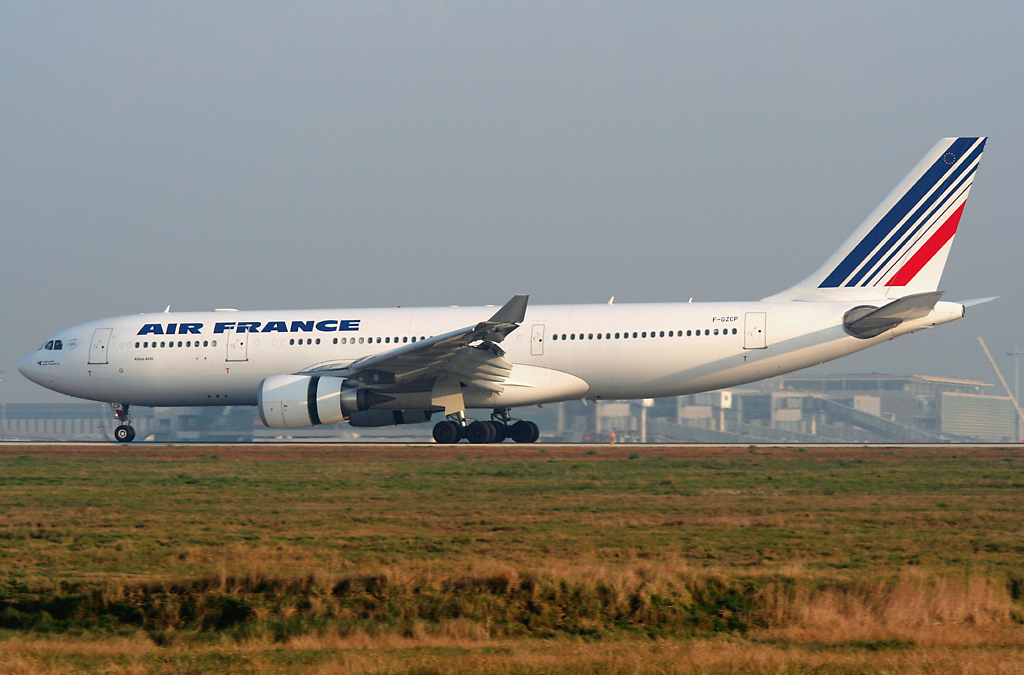
Un Airbus A330-300 d'Air France

- Mercredi 29 juillet 2009 : Un Airbus A330 d'Air France percute un bâtiment « juste après son atterrissage » dans la soirée à l'aéroport de Brazzaville, sans faire de blessé. Il a été interdit de redécoller avec des passagers.

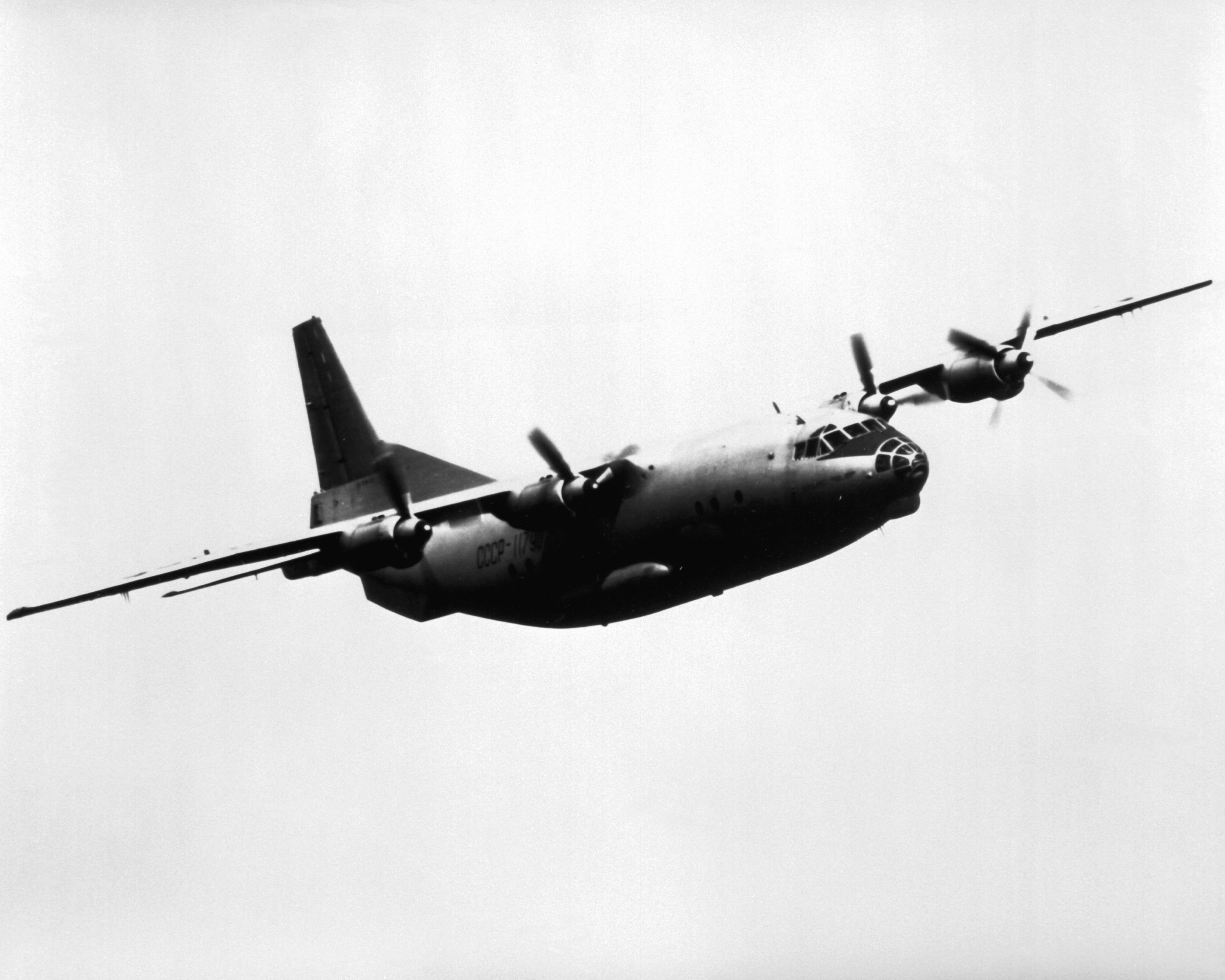
Antonov An-12

- Mercredi 26 août 2009 : le ministre des Transports, Émile Ouosso, annonce que le crash d'un avion-cargo Antonov An-12, dans la périphérie de Brazzaville, cause la mort des 5 membres d'équipage russe et de 2 congolais.

- Mercredi 9 septembre 2009 : depuis début septembre plus de 600 ressortissants de la RDC sont expulsés de la république du Congo dans le cadre d'une opération dite « stérilisation » de la ville de Brazzaville[7].

- Jeudi 5 novembre 2009 : selon le ministère de l'Action humanitaire du Congo-Brazzaville, quelque 15 000 personnes fuyant des violences qui ont éclaté entre deux ethnies se disputant des terres et des droits de pêche dans la province de l'Équateur à l'est de la république démocratique du Congo, ont trouvé refuge ces derniers jours à l'extrême nord du Congo-Brazzaville. La plupart d'entre eux ont été accueillis dans les églises des villes d’Impfondo, Dongou et Betou, riveraines du fleuve Oubangui qui sert de frontière[8].

- Samedi 7 novembre 2009 : le budget d'État du Congo s'élèvera à 2 814,9 milliards de francs CFA (plus de 4,3 milliards d'euros) en 2010, soit une hausse de 50 % par rapport au budget 2009. Le pays table sur un taux de croissance de 12,2 % avec une augmentation de la production pétrolière de 25 % pour atteindre ce chiffre.